# La Mesnière
La Mesnière är en kommun i departementet Orne i regionen Normandie i nordvästra Frankrike. Kommunen ligger i kantonen Bazoches-sur-Hoëne som tillhör arrondissementet Mortagne-au-Perche. År 2022 hade La Mesnière 277 invånare.

## Befolkningsutveckling
Antalet invånare i kommunen La Mesnière
| Referens: INSEE |